# Sphondylium branca
Sphondylium branca är en flockblommig växtart som beskrevs av Giovanni Antonio Scopoli. Sphondylium branca ingår i släktet Sphondylium och familjen flockblommiga växter. Inga underarter finns listade i Catalogue of Life.